# Un havre de paix
Pour plus de détails, voir Fiche technique et Distribution.
Un havre de paix (Safe Haven) est un film américain réalisé par Lasse Hallström, sorti en 2013. Il s'agit d'une adaptation du best-seller homonyme de l'écrivain américain Nicholas Sparks.

## Synopsis
Katie arrive à Southport et emménage dans cette petite ville de bord de mer. Elle y rencontre Alex, un homme ayant perdu sa femme et vivant avec ses deux enfants. Cette relation marque le début d'une idylle romantique mais le passé mystérieux de la jeune femme la rattrape petit à petit. En effet, Katie est recherchée par un policier, le même qui apparaît peu à peu dans ses flashbacks... Et il est déterminé à la retrouver. 

## Fiche technique
- Titre original : Safe Haven
- Titre français : Un havre de paix
- Réalisation : Lasse Hallström
- Scénario :  Dana Stevens et Gage Lansky, d'après l'œuvre littéraire de Nicholas Sparks
- Production : Marty Bowen, Wyck Godfrey, Ryan Kavanaugh et Nicholas Sparks
- Production exécutive : Jason Beckman, Jason Colodne, Shannon Gaulding, Tracey Nyberg et Tucker Tooley
- Musique originale : Deborah Lurie
- Image : Terry Stacey
- Montage : Andrew Mondshein
- Création des décors : Kara Lindstrom
- Création des costumes : Leigh Leverett
- Pays d'origine :  États-Unis
- Lieux de tournage : Southport,  Caroline du Nord,  États-Unis
- Langue : anglais
- Genre : Drame/romance
- Durée : 115 minutes
- Date de sortie : 
  - États-Unis : 14 février 2013
  - France : 4 décembre 2013 en DVD

## Distribution
- Julianne Hough (V.Q. : Mélanie Laberge) : Katie
- Josh Duhamel (V.Q. : Patrice Dubois) : Alex Wheatley
- Cobie Smulders (V.Q. : Ariane-Li Simard-Côté) : Jo
- David Lyons (V.Q. : Jean-François Beaupré) : Kevin Tierney
- Mimi Kirkland : Lexie Wheatley
- Noah Lomax : Josh Wheatley
- Irene Ziegler : Mrs. Feldman
- Robin Mullins : Maddie
- Red West : Roger
- Juan Carlos Piedrahita : Detective Ramirez
- Cullen Moss : Deputy Bass
- Mike Pniewski : Lt. Robinson
- Ric Reitz (V.Q. : François L'Écuyer) : Police Chief Mulligan

Photos des acteurs principaux
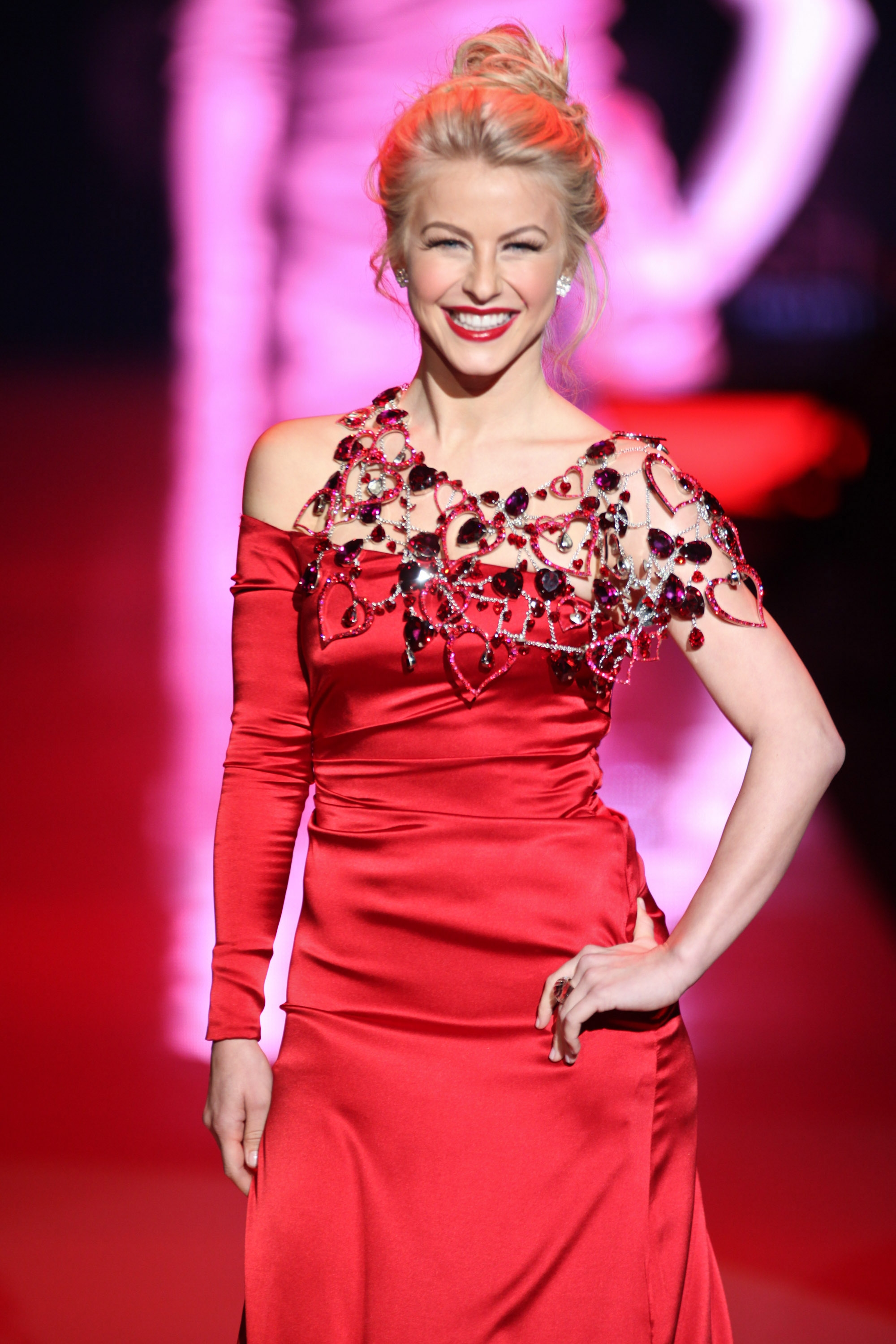
Julianne Hough dans le rôle de Katie
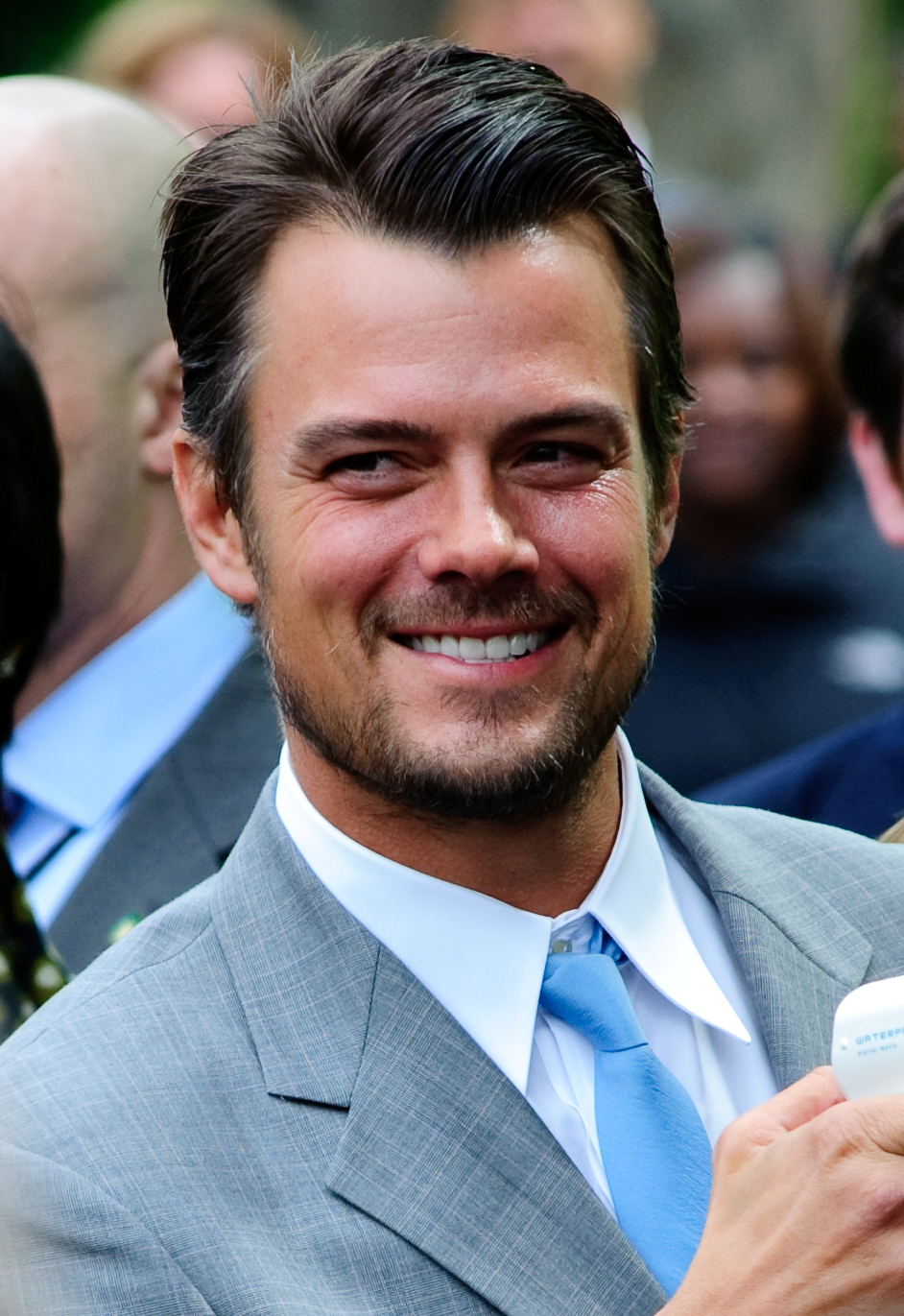
Josh Duhamel dans le rôle d'Alex Wheatley
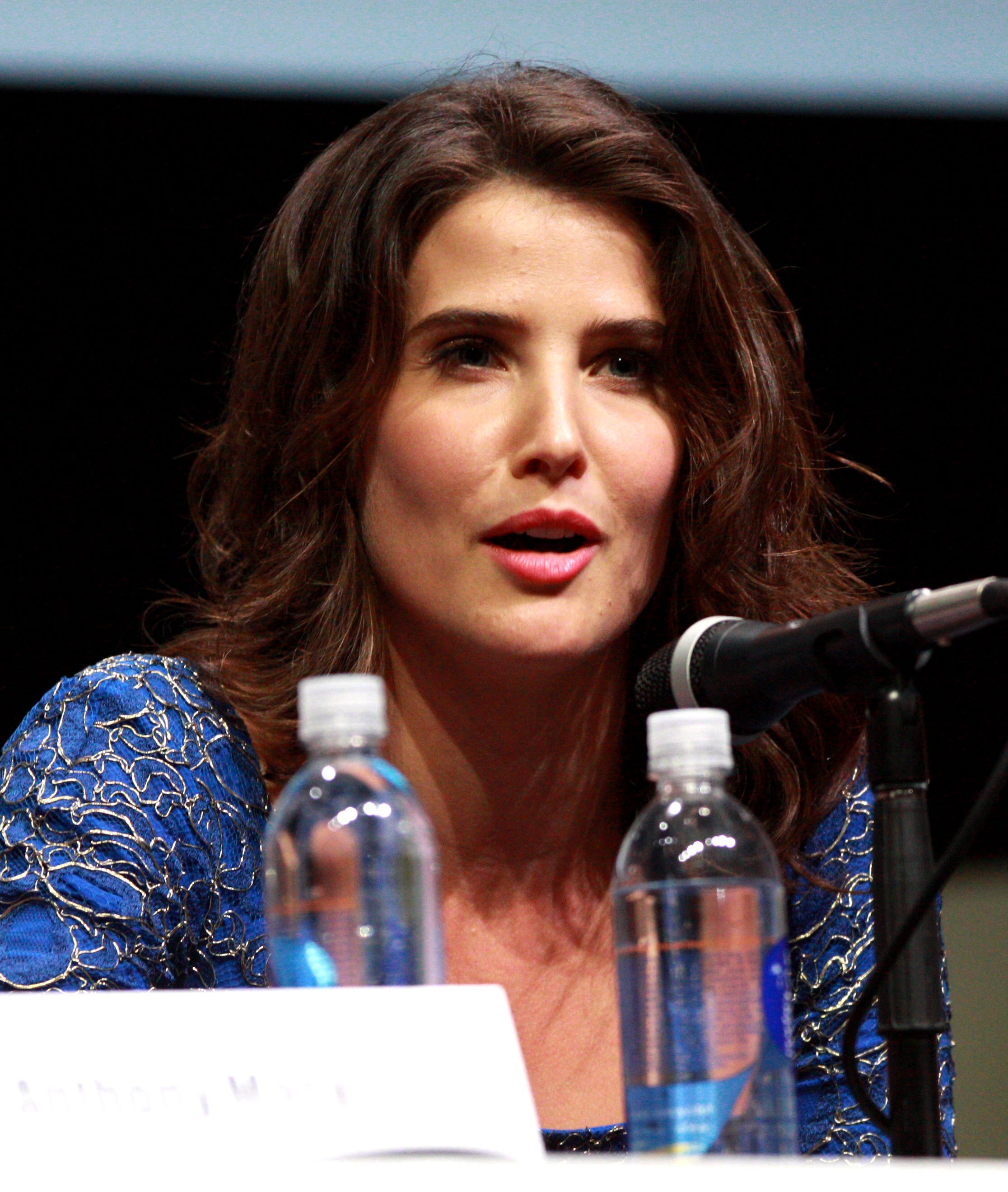
Cobie Smulders dans le rôle de Jo
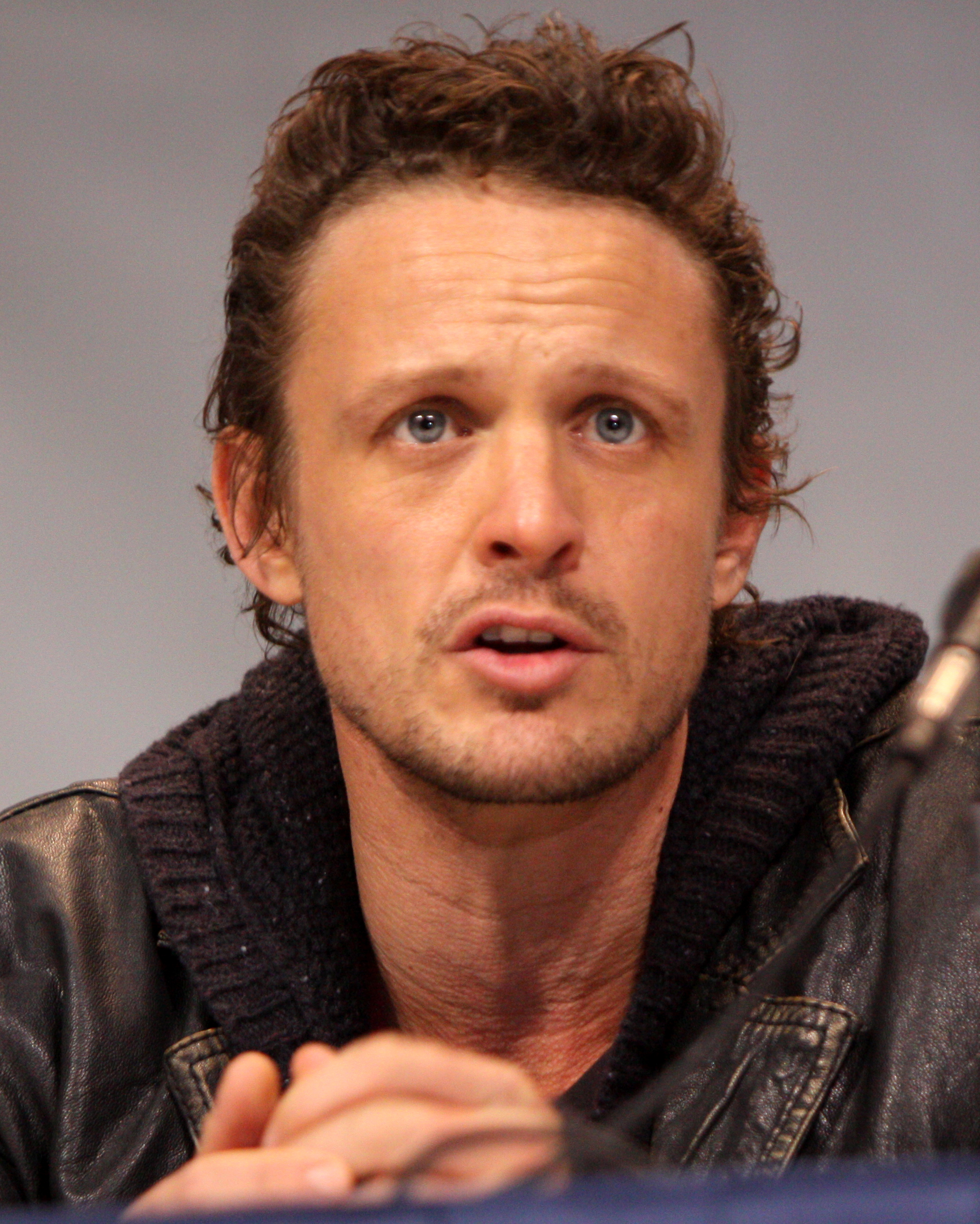
David Lyons dans le rôle de Kevin Tierney

## Autour du film

### Chansons du film
1. We Both Know, interprété par Colbie Caillat et Gavin Degraw
2. Say Anything, interprété par Tristan Prettyman
3. Keep Your Head Up, interprété par Ben Howard
4. Summer Child, interprété par Dar Williams
5. Sleepy Little Town, interprété par The White Buffalo
6. Wrap Your Arms Around Me, interprété par Gareth Dunlop
7. Moonshine, interprété par Sara Haze
8. The Journey, interprété par Fm Radio
9. Heart's Content (Strings Mix), interprété par Brandi Carlile
10. Violin, interprété par Amos Lee
11. My Baby's Got To Pay The Rent, interprété par The Deep Dark Woods
12. Canoeing (Katie And Alex's Theme), interprété par Deborah Lurie
13. Go Your Own Way, interprété par Lissie

## Distinctions

### Nominations
- Teen Choice Awards 2013 : 
  - Meilleur film romantique
  - Meilleur acteur dans un film romantique Josh Duhamel
  - Meilleure actrice dans un film romantique Julianne Hough
- Young Artist Awards 2013 : 
  - Meilleur second rôle féminin dans un film pour Mimi Kirkland